# NGC 1990
NGC 1990是威廉·赫歇爾使用口徑18.7英吋的望遠鏡在1786年發現的。赫歇爾在他的觀測紀錄中紀錄的觀測值是"!!!, eL, E, ε Orionis inv p"（在參宿二前面、非常巨大、橢圓形）。然而，因為現代的天體物理學以及一些視覺的搜尋還未能確定反射星雲的確切位置和範圍，使得人們懷疑這個天體是否存在。使用相機的現代照片顯示，紫外線的洩漏使得參宿二的周圍有一個巨大藍色星雲的假像。更仔細的攝影顯示該地區沒有星雲。

## 外部連結
- 维基共享资源上的相關多媒體資源：NGC 1990